# Kärrtrollsländor
Kärrtrollsländor (Leucorrhinia) är ett släkte i insektsordningen trollsländor som tillhör familjen segeltrollsländor.

## Arter
- Leucorrhinia albifrons
- Leucorrhinia borealis
- Leucorrhinia caudalis
- Leucorrhinia dubia
- Leucorrhinia frigida
- Leucorrhinia glacialis
- Leucorrhinia hudsonica
- Leucorrhinia intacta
- Leucorrhinia patricia
- Leucorrhinia pectoralis
- Leucorrhinia proxima
- Leucorrhinia rubicunda